# (7053) 1989 FA
(7053) 1989 FA là một tiểu hành tinh vành đai chính. Nó được phát hiện bởi Atsushi Sugie ở Dynic Astronomical Observatory ngày 28 tháng 3 năm 1989.